# سامي برايس
سامي برايس (بالإنجليزية: Sammy Price)‏ هو عازف جاز وعازف بيانو أمريكي، ولد في 6 أكتوبر 1908 في هوني غروف في الولايات المتحدة، وتوفي في 14 أبريل 1992 في نيويورك في الولايات المتحدة.

## وصلات خارجية
- سامي برايس على موقع IMDb (الإنجليزية)
- سامي برايس على موقع الموسوعة البريطانية (الإنجليزية)
- سامي برايس على موقع ميوزك برينز (الإنجليزية)
- سامي برايس على موقع أول ميوزيك (الإنجليزية)
- سامي برايس على موقع ديسكوغز (الإنجليزية)